# تيموثي جونز
تيموثي جونز (26 أبريل 1978 في المملكة المتحدة - )  (بالإنجليزية: Timothy Jones)‏ هو لاعب كريكت بريطاني. لعب مع Essex Cricket Board ‏.